# Karl Neuhaus (1880–1947)
Karl Neuhaus, född 23 oktober 1880, död 12 februari 1947, var en tysk politiker.
Neuhaus var ursprungligen köpman och verkade från 1903 inom det kristligt-sociala partiet, för vars ekonomiska organisation han inlade stora förtjänster, efter 1918 inom det Tysknationella folkpartiet, där han spelade en stor roll, särskilt för arbetet i de stora industriområdena. 1920-28 var Neuhaus tysknationell ledamot av riksdagen.